# Gianfranco Petris
Gianfranco Petris (ur. 30 sierpnia 1936 w Budoi, zm. 1 lipca 2018 w Trepalle) – włoski piłkarz, występujący na pozycji napastnika.
Z zespołem AC Fiorentina zdobył puchar Włoch (1961), Puchar Zdobywców Pucharów, Coppa delle Alpi (1961; wspólnie z innymi drużynami ligi włoskiej) oraz dwukrotnie Coppa dell'Amicizia Italo-Francese (1959, 1960; wspólnie z innymi drużynami ligi włoskiej). W latach 1958–1963 rozegrał 4 mecze i strzelił 1 gola w reprezentacji Włoch.